# Chrysolampra thailandica
Chrysolampra thailandica es un coleóptero de la familia Chrysomelidae.
Fue descrita científicamente en 2006 por Medvedev.